# The Better Life
The Better Life је први студијски албум америчке групе 3 Doors Down. Објављен је 8. фебруара 2000. године и освојио је шест платинумских сертификата. Једини је албум на којем главни вокал Бред Арнолд свира бубњеве. Песме Kryptonite, Loser, и Be Like That су се нашле на Билборд хот 100 листи. Албум је продат у преко 6.000.000 примерака широм света.

## Списак песама
1. Kryptonite — 3:53
2. Loser — 4:24
3. „Duck and Run” — 3:50
4. „Not Enough” — 3:13
5. „Be Like That” — 4:25
6. „Life of My Own” — 3:58
7. „Better Life” — 3:07
8. „Down Poison” — 4:21
9. „By My Side” — 3:16
10. „Smack” — 2:29
11. „So I Need You” — 3:49